# Paul de Castro
Paul de Castro (* 1882 in Paris oder Livorno; † 10. Januar 1940 in Cabrières-d’Avignon) war ein französischer Maler des Postimpressionismus britischer Abstammung. 

## Leben und Werk
De Castro fing sein Studium der Bildenden Kunst an der École nationale supérieure des beaux-arts de Paris unter den Professoren Fernand Cormon und Eugène Romain Thirion.
Ab Anfang des 20. Jahrhunderts fing er an im  Salon des Indépendants auszustellen. Weiterhin zeigte er in Regelmäßigkeit Arbeiten im Salon de la Société Nationale des Beaux-Arts und auf dem Salon d’Automne, dem er einige Zeit lang als Mitglied angehörte.
Anfangs, kurz nach der Jahrhundertwende noch in der französischen Hauptstadt arbeitend, zog es ihm im weiteren Verlauf seines Lebens immer wieder aufs Land, hauptsächlich in die Provence.
Schuf er noch zu Beginn seiner Karriere einige wenige Interieurdarstellungen mit Menschen, widmete sich de Castro zunehmend der Landschaftsmalerei. Seine Motive suchte er sich in den Parkanlagen von Paris und in der Provence. Weiterhin entstanden auch einige Genreszenen, Stillleben sowie Porträts.
Paul de Castro ist Ritter der Ehrenlegion.

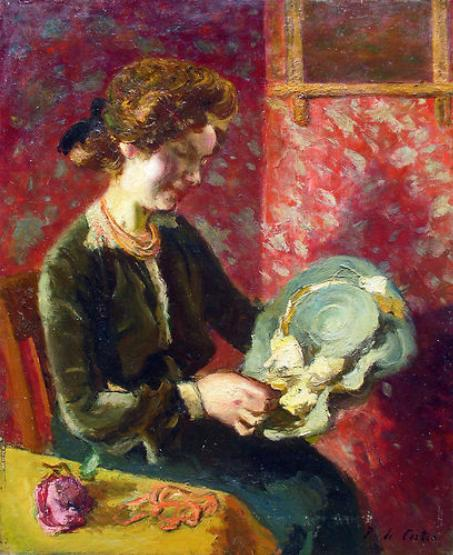
Femme avec chapeau, um 1907, Öl/Leinwand, Privatsammlung Deutschland
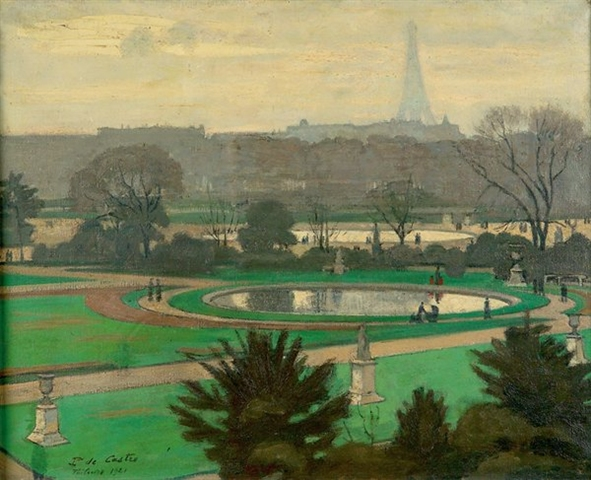
Le jardin des Tuileries en automne, 1921, Öl/Leinwand, Privatsammlung
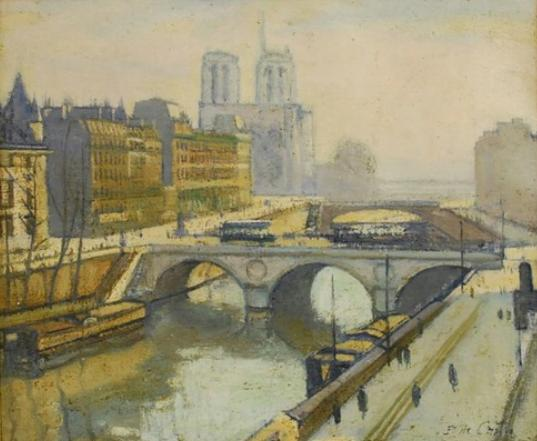
Blick auf Paris mit Kirche, undatiert, Öl/Leinwand, Privatsammlung
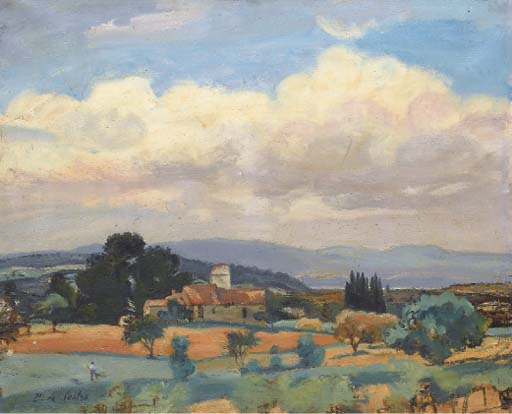
Paysage provençal, undatiert, Öl/Leinwand, Privatsammlung

## Ausstellungen
- 1907: Exposition, u. a. mit Gaston Prunier, Galerie Eugene Blot, Paris
- 1909: Exposition de peinture de Paul de Castro et André Roberty, Galerie Henry Graves, Paris
- 1912: Exposition des peintres de Versailles, Galerie Charles Hesséle, Paris
- 1912: Exposition de tableaux, u. a. mit Theodor Pallady, Galerie Richelieu, Paris
- 1931: Exposition Paul de Castro, Galerie Marcel Bernheim
- 1932: Les peintres des pronvinces Francais, u. a. mit Kees van Dongen, Lucien Simon und Auguste Chabaud, Galerie Charpentier, Paris

## Arbeiten in Museen
- Königliches Museum der Schönen Künste Antwerpen, Antwerpen
- Musée Calvet, Avignon
- Musée des Beaux-Arts de la ville de Paris, Paris
- Musée d’Orsay, Paris
- Musée des Beaux-Arts de La Rochelle, La Rochelle